# 마르쿠스 페르손
마르쿠스 알렉세이 페르손(스웨덴어: Markus Alexej Persson, 별명은 Notch(노치), 1979년 6월 1일~)은 스웨덴의 인디 게임 개발자로 모장 AB(Mojang AB)를 설립하였다(현재는 Mojang Studio). 마인크래프트를 개발한 사람으로 유명하다. 마인크래프트 이외의 게임으로는 스크롤즈, 챔버의 전설, 롤프 얀손(Rolf Jansson)과 함께 만든 뷔름 온라인이 있다. 현재 는 트위터에서의 부적절한 발언 등으로 문제가 되어 마이크로소프트사에서 개임 내 존재하는 노치에 대한 기록을 모두 지운 상태이다.

## 생애
노치는 7살때인 1986년 가정용 컴퓨터 코모도어 128의 프로그래밍 연습을 시작하였다. 8살때인 1987년 텍스트 기반 어드벤쳐 게임을 제작하여 최초로 게임을 개발하였다. 2009년에는 King에서 3년간 게임 개발자로 일했으며, 이후 Jalbum에서 일하고 있다. 또한 웜 온라인을 개발하기도 했다. 그외에는 자바 4K 게임 프로그래밍 콘테스트에 "Left 4K Dead"와 "Mega 4K Man" 등을 내놓기도 하였다.